# 스카이발로닉스
스카이발로닉스(학명:Skybalonyx skapter)는 도마뱀아목에 드레파노사우루스과에 속하는 도마뱀이다. 지금은 멸종된 종으로서 전체적인 몸길이가 2~4m인 중대형 도마뱀에 속한다.

## 특징
스카이발로닉스는 트라이아스기 후기 친레 지층에서 멸종된 드레파노사우루스속이다. 그 종류이자 유일하게 알려진 종은 고대 그리스어에서 "똥 발톱을 파는 것"을 뜻하는 스카이발로닉스 스카퍼이다. 스카이발로닉스는 다른 드레파노사우루스과 동물들의 특징인 두 번째 손가락의 확대된 발톱의 수많은 표본에서만 알려져 있다. 그러나 스카이발로닉스는 키보다 더 큰 발톱이 넓고 동시대의 드레파노사우루스나 안키스트로니쿠스에 비해 깊이가 작다는 점에서 다른 드레파노사우루스에 비해 독특하다. 다른 드레파노사우루스와 다양한 살아있는 동물들과 비교한 그것의 발톱의 기능적 분석은 스카이발로닉스(안키스트로니쿠스도 포함이다.)가 땅을 파는 데 아마도 굴을 파는 데 큰 발톱을 사용했다는 것을 보여준다. 이는 수상성 동물이었던 다른 드레파노사우루스과(드레파노사우루스 포함이다.)의 추정된 생활 방식과 대조된다. 2020년 10월에 발행된 보고서에 따르면 이 유골은 2018년과 2019년에 대학원생들에 의해 아리조나주 페트라이티드 포레스트 국립공원에서 발견되었다. 양턱에는 총 20~30개의 삼각형 모양을 가진 이빨들을 가지고 있다. 먹이로는 당대에 서식했던 곤충,절지동물, 무척추동물을 주로 잡아먹고 살았을 육식성의 도마뱀으로 추정되는 종이다.

## 생존시기와 서식지와 화석의 발견
스카이발로닉스가 생존했었던 시기는 중생대의 트라이아스기 후기로서 지금으로부터 2억년전~1억 8000만년전에 생존했었던 종이다. 생존했었던 시기에는 북아메리카를 중심으로 하는 산림과 초원에서 주로 서식했었던 도마뱀이다. 화석의 발견은 2020년에 북아메리카의 트라이아스기에 형성된 지층에서 북아메리카의 고생물학자들에 의하여 처음으로 화석이 발견되어 새롭게 명명된 종이다.

## 같이 보기
- 파충류
- 중생대
- 트라이아스기
- 도마뱀
- 화석